# Steve Epting

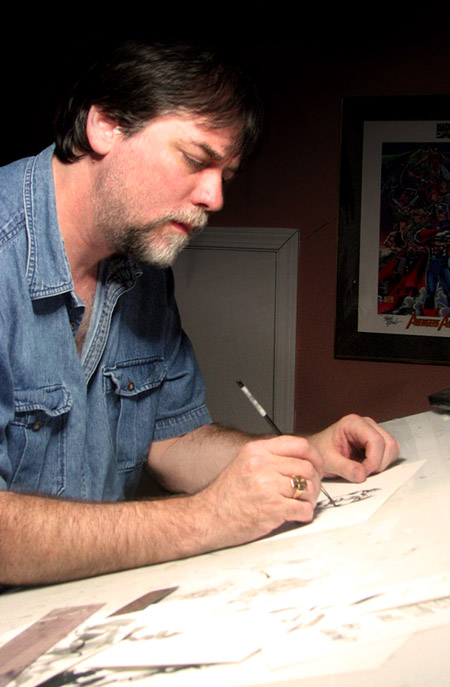
Steve Epting 2010

Stephen „Steve“ Epting (* 18. Oktober 1963 in Greene, Ohio) ist ein US-amerikanischer Comiczeichner.

## Leben und Arbeit
Epting studierte Graphikdesign an der University of South Carolina, bevor er 1989 seine Laufbahn als hauptberuflicher Comiczeichner als Vertragszeichner für den Independent-Verleger First Comics begann.
Für First Comics gestaltete Epting Backup-Stories für die Serie Nexus und arbeitete als Gastzeichner für die Serie Dreadstar and Whisper sowie als regulärer Zeichner für die Nexus-Spin-off-Serien Judas Macabee: Hammer of God and Hammer und Hammer of God: Sword of Justice.
Nach dem Bankrott von First Comics 1991 wechselte Epting, dessen glatter und um saubere Linienführung bemühter Zeichenstil unter anderem durch Joe Kubert, Alex Raymond und José Luis García López beeinflusst ist, zu Marvel Comics. Dort zeichnete er zunächst gastweise für die Serie The Avengers (#335-339), bevor er diese Serie als Stammzeichner zu betreuen begann (#343-375). Seine Partner an diesem Projekt waren Autor Bob Harras und Tuscher Tom Palmer.
1994 übernahm Epting verschiedene Engagements für diverse Reihen aus Marvels X-Men-Label, so Zeichnungen für die Serie X-Factor sowie diverse Annuals, Specials und Miniserien wie X-Men'97, Bishop: X.S.E. und das Crossover Team X/Team 7. Mit Autor Roger Stern arbeitete er zur gleichen zeit an einer gleichnamigen Reihe über die Abenteuer der Weltkriegshelden The Invaders, die in Marvels Anthologieserie Marvel Universe veröffentlicht wurde.
Ende der 1990er arbeitete Epting vermehrt für Marvels Konkurrenten DC-Comics: Dort arbeitete er mit Autor Dan Jurgens an der Serie Aquaman (#63-75). Nach einem kurzen Run an Marvels Avengers (2000) wechselte Epting zum CrossGen-Verlag, wo er als Zeichner an der Serie El Cazador wirkte, die von den Abenteuern einer temperamentvollen Piratin handelt und von Chuck Dixon geschrieben wurde.
2004 erhielt Epting den Job des Stammzeichners für Marvels traditionsreiche Serie Captain America, die zu dieser Zeit mit einer neuen #1 neugestartet wurde. Eptings Partner bei diesem Projekt war Autor Ed Brubaker, mit dem gemeinsam er die Reihe bis heute betreut.